# Crkva sv. Ilije u Brelima
 Crkva sv. Ilije je rimokatolička crkva u Brelima.
Crkva se nalazi u Potpoletnici, na zaravni ovalnog brežuljka, vjerojatno ostatku pretpovijesne gradine. Jednobrodna građevina s pravokutnom apsidom, zakrovljena je drvenim dvostrešnim krovištem. Na glavnom pročelju su vrata nad kojima je kvadratni otvor s dijagonalno prekriženim kamenim pločama i u zabatu lučna preslica sa zvonom. Crkva sv. Ilije je jednostavna proštenička crkva koja nosi odlike skromne ruralne arhitekture 18. stoljeća.

## Zaštita
Pod oznakom Z-4869 zavedena je kao nepokretno kulturno dobro - pojedinačno, pravna statusa zaštićena kulturnog dobra, klasificirano kao "sakralna graditeljska baština".